# Julia Duncan-Cassell
Julia Duncan-Cassell, nacida en 1960, es una política liberiana, ocupó el cargo de ministra de Género, Infancia y Protección Social, en el gobierno de su país durante el periodo de 2012 a 2018, como parte del segundo gabinete de la presidenta Ellen Johnson-Sirleaf.[cita requerida]

## Biografía
Julia Duncan-Cassell nació en 1960. Huyó de la Primera Guerra Civil de Liberia y se instaló  en los Estados Unidos de América. Allí, estudió administración de empresas en la Universidad de Phoenix, College of Marin y la Universidad Prairie View A&M . 
Duncan-Cassell, luego de concluidos sus estudios, inició su desarrolló profesionalmente en el trabajo de banca en California, pero posteriormente consideró que era necesaria aportar su formación y experiencia al desarrollo de su país y decidió regresar a Liberia.

## Trayectoria política
De vuelta en Liberia, Duncan-Cassell se involucró en la escena política de la posguerra del país. Fue la primera mujer que ocupó el cargo de superintendente del condado de Grand Bassa, el desempeño de este cargo lo realizó durante seis años, hasta 2012.
En 2012, la presidenta Ellen Johnson Sirleaf la nombró ministra de Género, Infancia y Protección Social. Ocupó el cargo hasta 2018, con un breve descanso de julio a octubre de 2017, cuando realizó una campaña fallida para representar al distrito #3 del condado de Grand Bassa en la Cámara de Representantes de Liberia .
Julia Duncan-Cassell, como ministra, promovió la participación de las mujeres en la política, se opuso a la violencia contra las mujeres y supervisó el cuidado de los huérfanos del ébola durante la epidemia de ébola en África Occidental.
En un país Liberia, Dunccan-Cassell se ha destacado por centrar sus actuaciones en la educación y defensa de los derechos de mujeres y niñas, por valorar y reconocer el papel que han tenido las mujeres en las graves crisis provocadas por la guerra y el ébola, y por fomentar la presencia de las mujeres en los espacios del poder  reservados a los hombres, en una entrevista concedida al diario el País, decía: 

Si quieres que se oiga tu voz, tienes que estar sentada en la mesa de la toma de decisiones. Y si no te dan espacio, lo tienes que conseguir por tu cuenta. Tienes que trabajar con la clase política y con la sociedad civil.

Julia Duncan-Cassell es miembro del Partido de la Unidad de Liberia.